# もどって!まもって!ロリポップ マイナスファイブ
「もどって!まもって!ロリポップ マイナスファイブ」は、菊田みちよによる日本の漫画作品。

## 概要
『なかよし』（講談社）2008年3月号に発表された読みきり作品。タイトルからわかるように、『まもって!ロリポップ』（厳密に言えば『もどって!まもって!ロリポップ』）からのスピンオフ作品。

## 内容
魔法界から人間界に派遣された、魔法警察官のイチイとゼロ。ゼロはこれを機に交際相手の山田二菜（ニナ）と結婚、イチイも後に交際相手の王六花（ロッカ）を呼び寄せ、やはり結婚。それぞれ所帯持ちとなった。
それから10数年後、2組の子供たちが、新たな物語を作っていく、というもの。

## 登場人物
イツキ
11歳、小学6年生。本作の主人公。イチイとロッカの間に生まれた一人娘。頭の良さを父親から、図々しさとしつこさを母親から、そして魔法使いとしての高い実力を両親から、それぞれ受け継いでいる。実は身長160センチと、この年齢の女子としては長身の部類に入る。
レイ
16歳、人間界の高校に通う。ゼロとニナの息子。妹（後述）がいる。身長が155センチしかなく、何かとつけてすぐ泣いてしまううえ、かなり後ろ向きな性格。ゆえにイツキに対しものすごい劣等感を抱いている。しかしそんなことを知らずにいつも迫ってくるイツキに頭を抱えている。両親のことを名前、それも呼び捨てで呼ぶため、そのことを母親に注意されている。
ミナ
イツキのクラスメイトで、レイの妹（つまり、ゼロとニナの娘）。イツキの、レイに対する執着心にあきれ果てている。母親がかつてつけていたものと同じリボンを、頭（髪）の左側につけている。